# Gerrit van der Burg
G.W. (Gerrit) van der Burg (Rotterdam, 28 juli 1959) is een Nederlandse jurist en procureur-generaal. Hij is sinds 1 mei 2014 lid van het College van procureurs-generaal, waar hij op 1 juni 2017 werd beëdigd tot voorzitter. Voor deze prominente rol binnen het Openbaar Ministerie, was Van der Burg van 2010 tot 2014 hoofdofficier van het Landelijk Parket.

## Carrière
Hij studeerde van 1977 tot 1982 Nederlands recht aan de Rijksuniversiteit Leiden. Vervolgens ging hij naar de Nederlandse Politieacademie, waar hij 1984 afstudeerde. Sinds de aanvang van de academie was hij als aan het werk op straat als inspecteur, hij promoveerde in 1987 tot hoofdinspecteur van de gemeentepolitie in Rotterdam. In die hoedanigheid was hij onder andere commandant van de mobiele eenheid.
In 1990 groeide Gerrit van der Burg door in zijn bestuurlijke rollen tot officier van justitie in Breda. Hij was vanaf de oprichting van het Landelijk Parket in 1995 al betrokken bij dit centrale orgaan van het Openbaar Ministerie. Daar hield hij zich bezig met onder andere georganiseerde misdaad, corruptie van politie- en justitieambtenaren, witwassen, drugshandel, oplichting en fraude. Van 1997 tot 1999 volgde hij een postdoctorale opleiding bestuurskunde aan de NSOB en behaalde daar een MPA.
Van der Burg werd in 1999 officier van justitie 1e klasse en plaatsvervangend hoofdofficier in Breda. Van 2004 tot 2005 was hij hoofdofficier van justitie in Middelburg en van 2005 tot 2010 in 's-Hertogenbosch. Daar kreeg hij te maken met onder andere de zaak-Benno L.. Van 2010 tot 2014 was hij hoofdofficier van het Landelijk Parket. 
Sinds 1 oktober 2018 is hij lid van de Raad van Toezicht van de Nederlandse School voor Openbaar Bestuur (NSOB).

## College van procureurs-generaal
Vanaf 1 mei 2014 is Van der Burg lid van het College van procureurs-generaal in Nederland, het bestuur van het Openbaar Ministerie. De procureurs-generaal bepalen het landelijke opsporings- en vervolgingsbeleid. Het college bestaat uit vier leden. Op 1 juni 2017 neemt Van der Burg het voorzitterschap over van Herman Bolhaar, die zijn carrière vervolgt als Nationaal Rapporteur Mensenhandel en Seksueel Geweld tegen Kinderen.

## Persoonlijk
Van der Burg is getrouwd en heeft een zoon en dochter.